# Mariä-Schutz-und-Fürbitte-Kirche (Vareš)

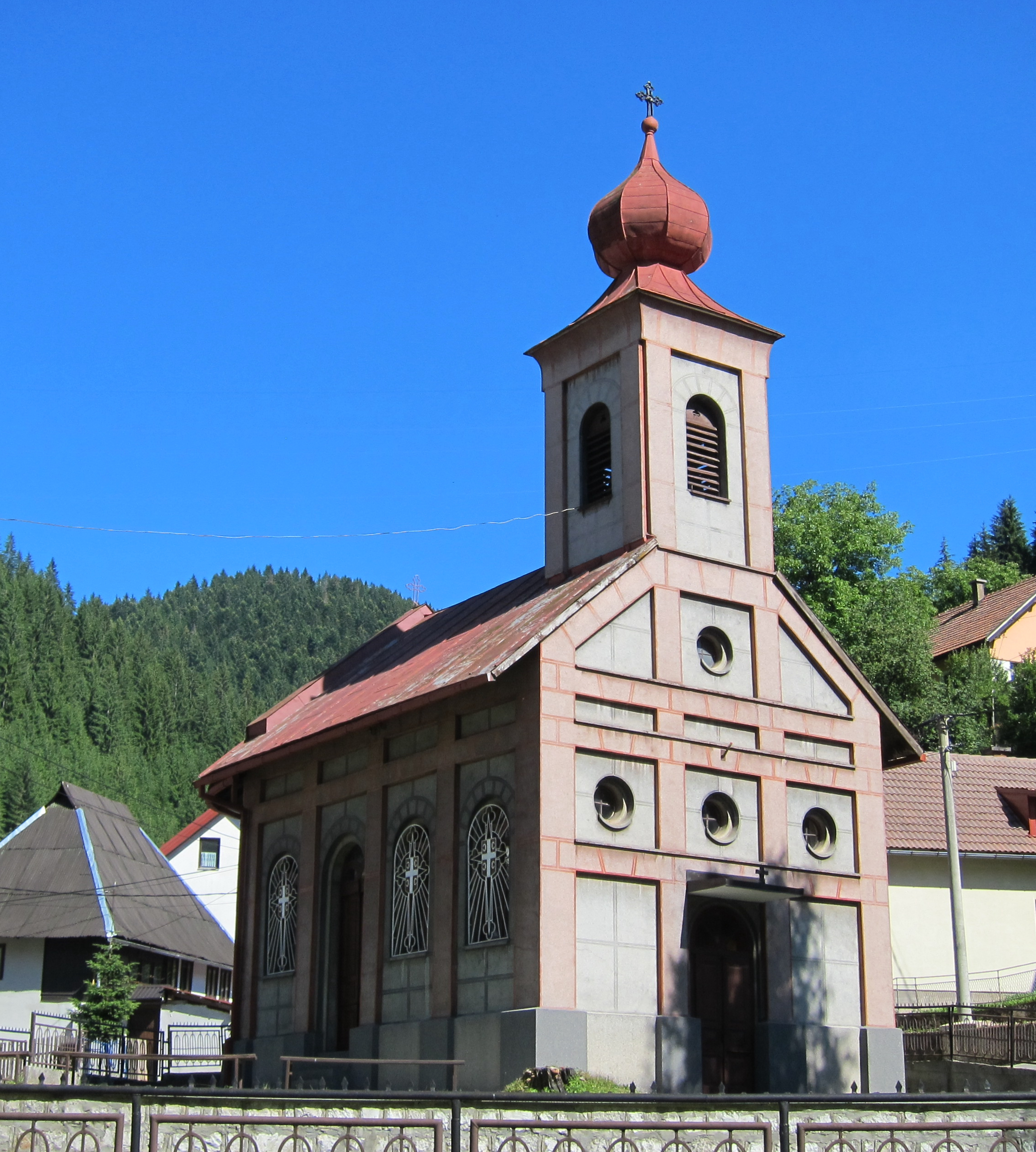
Die Mariä-Schutz-und-Fürbitte-Kirche in Vareš

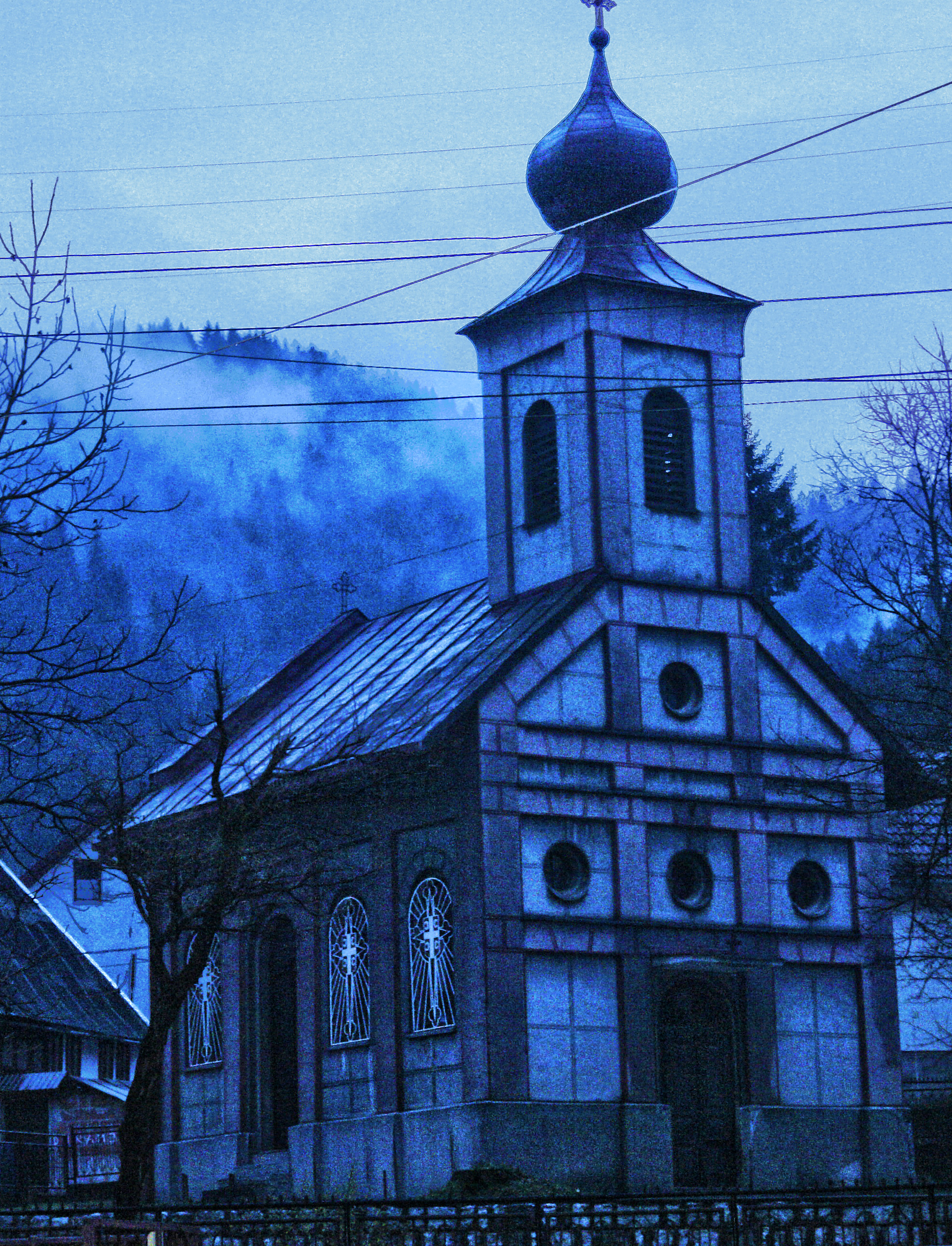
Westansicht der Kirche

Die Mariä-Schutz-und-Fürbitte-Kirche (serbisches-kyrillisch: Црква Покрова Пресвете Богородице, Crkva Pokrova Presvete Bogorodice) in Vareš ist eine Serbisch-orthodoxe Kirche in Bosnien und Herzegowina. 
Die Kirche wurde 1884 oder 1891 erbaut und eingeweiht. Sie ist der Mariä Schutz und Fürbitte geweiht. Die Kirche ist die Pfarrkirche der Pfarrei Vareš im Dekanat Sarajevo der Metropolie Dabrobosnien der Serbisch-Orthodoxen Kirche.
Das Gotteshaus steht im Zentrum der Stadt Vareš. Die Kommission der Nationalen Denkmäler von Bosnien und Herzegowina erklärte 2009 die Mariä-Schutz-und-Fürbitte-Kirche zum Nationaldenkmal des Landes.

## Geschichte
Es ist nicht geklärt, ob die Kirche 1884 oder 1891 erbaut wurde. Nach der Bevölkerung wurde die Kirche 1884 errichtet. Nach einer Inschrift auf der Kirchenglocke ist das orthodoxe Gotteshaus 1891 erbaut. Die Pfarrei von Vareš wurde somit entweder 1884 oder 1891 gegründet.
Erster Priester der Kirche war Damjan Nikolić. Es folgte als Pope Damjan Radaković. Jovan Marjanović war von 1895 bis 1901 Priester der Pfarrei. Trifko Maksimović der nur 1901 Priester war. Maksim Jovanović von 1901 bis 1906. Sava Ristić von 1906 bis 1908. Er wird später Pope der Kirche Hl. Aposteln Peter und Paul in Kakanj sein. Petar Đosović wird von 1908 bis 1911 als Priester in der Kirche tätig sein. Von 1911 bis 1915 ist Bogdan Petrović Pope der Kirche. Von 1915 bis 1916 mitten im Ersten Weltkrieg wird das Gotteshaus geschlossen und geringfügig beschädigt. Sava Savić war Priester von 1916 bis 1919. Von 1919 bis 1931 war Jovo Popović Priester der Pfarrei Vareš. Von 1931 bis 1932 wird Pope der Kirche Josif Bogdanović. Jovan Marjanović war Priester von 1932 bis 1935.
Von 1935 bis 1941 war Slavko Stanković Geistlicher in dem Gotteshaus. Im Zweiten Weltkrieg war die Kirche geschlossen und beschädigt worden. Zudem gab es von 1941 bis 1945 keinen Priester. Ein Jahr nach Ende des Krieges kommt Danilo Marjanac 1946 in die Pfarre von Vareš und bleibt bis 1971 als Pope tätig. Von 1971 bis 1974 übernimmt Ranko Gunjić die Pfarrei. Slobodan Lubarda ist Pope von 1974 bis 1988. Delivoje Rajak ist Priester der Kirche von 1988 bis 1992.
Die Kirche bleibt mit Beginn des Bosnienkriegs (1992–1995) von 1992 bis 1998 geschlossen. Das Gotteshaus erleidet zum dritten Mal in einem Jahrhundert Kriegsbeschädigungen. Von 1992 bis 1998 war auch die gesamte serbische Bevölkerung aus Vareš geflohen. Von 1998 bis zum 25. Oktober 1999 diente der Priester Zoran Jerinić aus Blagaj in der Kirche als Priester. Und vom 25. Oktober 1999 führt der Priester Boris Banduka, der auch Pope von Kakanj ist, die Pfarrei von Vareš.

## Quelle
- Artikel über die Kirche auf der Seite der Serbisch-orthodoxen Kirche, (serbisch)
- Artikel über die Kirche auf der Seite der Metropolie Dabrobosnien, (serbisch)

Koordinaten: 44° 9′ 42,6″ N, 18° 19′ 38,4″ O